# Переділи
Переді́ли — село в Україні, у Рівненському районі Рівненської області. Населення становить 171 осіб. Належить Дядьковицькій сільській громаді.

## Історія
У перше Переділи згадує акт 1577 року. У ньому міститься перелік податків, які за «Передельї» повинна сплачувати власниця Віленська. Тут серед іншого наводиться повинність від 6 «димів», 4 городів. Але дорожнє мито в «Переделах» не знімалось. Зате «переделовские крестьяне» були зобов’язані проводити роботи за доглядом доріг, ровів, канав. За інвентарем 1583 року Андрій Висиківський платив за «Передельї» від і 1 «димів». До того ж мав здавати лісобортний мед у 20 «гарців» (понад 70 л) річно. У наступному 1584 році засвідчено в «Переделах» пожар смолярні. У добу Визвольної війни 1648-1651 рр. Переділи кількаразово згадують документи-доноси про дію в лісовій околиці повсталих угрупувань селян. Називається каральний загін Опари й Гордовича. Карта 1776 року іменує село «Передел», а детальний «ескіз» лісу за 1780 рік - «Передольї», в інших документах XVIII ст. послідовно фігурує, назва «Передельї», осмислювана як множинна формація, що відмінюється за типом іменника чоловічого роду твердої групи. Назва Переділи більш ніде не виявлена. Вона спонукає на зв’язок з словом переділ кількох значень, серед яких найбільш інтригує «перерозподіл селянських земельних наділів за кількістю їдоків (при общинному землекористуванні)» та «низина, де часто вимокають посіви». Для Переділів ідея «місце перерозподілу земель власників» чи «низинна смуга мокрот» підходять. Це солідаризується з народною оповіддю як теж факт розміщення тут граничної надрічкової низини при пасмі висот і переказ про давніше розміщення осади в урочищі Селище, що з правого боку від тракту на Млинів. Гам ніби існувала своя церква. У Переділах знають немало іменованих місць: Тіпір - «високий горб, де за переказами поховані козаки, на могилі яких стояв хрест»; Ланки, або Селище - «надшосейне поле з колишнім поділом на ланки - ділянки в межах 10-30 десятин, де перед тим було утрачене вже поселення»; Курган - «розораний уже староруський могильник»; Церковна земля - «поля у колишній власності Новоставецької церкви»; Ланки під лісом - «наділи орної землі в околиці лісу»; Середні поля - «культивовані ґрунти в напрямку Іванич»; Придатки - «поля з додаткових наділів»; Безодня - «колись дуже багнисте урочище з ямами, трясовинами»; Вільшина (Ольшина) - «лісок з вільхових дерев»; На ферму - «поле в напрямку Жорнова, де розміщений колгоспний корівник»; Міжрічки - «болота між двома безіменними річками»; Дубина - «колишній дубовий багатовіковий ліс»; До Святого Яна - «поле в напрямку Іванич, де стоїть мурована капличка з фігурою Святого Івана»; Мазури - «куток, де проживали переселенці з польської Мазурії»; Кутляни - «вуличка в напрямку центрального шосе, іменована колись Куток»; Село - «центральна дільниця»; Березина - «невеликий березовий гай»; Попівська березина - «колись церковне угіддя з березовим гаєм»; Виїмки (Вийомка) - «місце, де знаходились водяні западини в ґрунті»; За селом - «сінокіс на захід від села»; Шлангофова гора - «висота на маєтності власника Шлангофа»; Чеські поля - «колишні землі Штарека, Рудольфа - чеських переселенців»; Під Тіпір - «орні ґрунти під горою Тіпір»; За могилками - «різнорідне угіддя (чагарники, поля) по другому боці кладовища»; Рудка - «зникаюча річечка на західному краю села, вода якої має рудий колір»; Лани Снежка - «колишня маєтність поміщика Снежка».
За даними 1880 року, «Новостав» мав статус «деревні», єпархіально приналежної до Новожукова. Тоді нараховував 37 дворів. Назва Новостав основана на імені урочища Новий став, що в свою чергу символізувало появу новоспорудженого ставу, в околиці якого розвинулось поселення. Можливо, цим новим ставом було водоймище водяного млина. Проте в народі живе здогад, ніби назва є перенесеною з передмістя Клеваня. Сюди, мовляв, із-за невідомих причин замкові верховоди переселили 5 родин, які замість нав’язуваної їм Волі, назвали село Новоставом, увіковічивши цим ім’я своєї родинної оселі. Відомі ще й фольклорні міркування. Новостав-Дальній має дві вулиці, одну з яких (головну), де стоїть фігура-хрест, називають кутком, а дільницю в околиці бувшого млина - За греблею. В іншому боці є ще куточок За грушкою - місце, де росла дика грушка. Село має іменовані урочища: Сигва - «сінокіс, у назві якого, можливо, приховане слово сиг - дуже вузька полоса»; Глинище - «поле з глиняним кар’єром»; Помірки - «орний ґрунт з колишніх невеликих наділів»; Довга нива - «поле видовженої форми»; Під селом - «городи за сільськими будівлями»; Болото - «пасовисько на мокристому місці»; Коло могилок - «поле в околиці кладовища».

## Населення

### Мова
Розподіл населення за рідною мовою за даними перепису 2001 року:
| Мова       | Кількість | Відсоток |
| ---------- | --------- | -------- |
| українська | 170       | 99.42%   |
| російська  | 1         | 0.58%    |
| Усього     | 171       | 100%     |